# Alessandro Michieletto

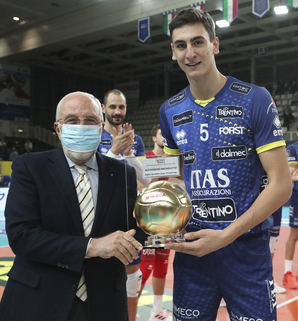
Alessandro Michieletto podczas odbierania nagrody “Gianfranco Badiali” dla najlepszego włoskiego siatkarza do lat 23

Alessandro Michieletto podczas ataku z lewego skrzydła w meczu z reprezentacją Iranu na Igrzyskach Olimpijskich 2020

Alessandro Michieletto (ur. 5 grudnia 2001 w Desenzano del Garda) – włoski siatkarz, grający na pozycji przyjmującego. 
Jego ojciec Riccardo był w przeszłości siatkarzem. Obecnie jest menadżerem drużyny Itas Trentino. Jego starsza o 4 lata siostra Francesca również zawodowo uprawia siatkówkę.

## Sukcesy klubowe
Liga Mistrzów:
- 2024[4]
- 2021, 2022

Superpuchar Włoch:
- 2021

Klubowe Mistrzostwa Świata:
- 2022[5], 2024[6]
- 2021

Mistrzostwo Włoch:
- 2023[7], 2025[8]

## Sukcesy reprezentacyjne
Mistrzostwa Europy Kadetów:
- 2018[9]

Olimpijski Festiwal Młodzieży Europy U-19:
- 2019

Mistrzostwa Świata Kadetów:
- 2019[10]

Mistrzostwa Europy Juniorów:
- 2020

Mistrzostwa Europy:
- 2021
- 2023[11]

Mistrzostwa Świata Juniorów:
- 2021

Mistrzostwa Świata:
- 2022[12]

Liga Narodów:
- 2025[13]

## Nagrody indywidualne
- 2020: MVP Mistrzostw Europy Juniorów[14]
- 2021: Najlepszy przyjmujący Mistrzostw Europy
- 2021: MVP Mistrzostw Świata Juniorów
- 2021: Najlepszy przyjmujący Klubowych Mistrzostwa Świata
- 2022: Najlepszy przyjmujący Klubowych Mistrzostw Świata
- 2024: MVP Super Finału Ligi Mistrzów
- 2024: Najlepszy przyjmujący Klubowych Mistrzostw Świata[15]
- 2025: Najlepszy przyjmujący turnieju finałowego Ligi Narodów[16]